# Balin Rocks
Die Balin Rocks sind eine Gruppe von Rifffelsen östlich von Signy Island im Archipel der Südlichen Orkneyinseln. Sie liegen südlich des Balin Point in der Einfahrt zur Borge Bay.
Kartiert und benannt wurden die Rifffelsen zwischen 1912 und 1913 von den beiden norwegischen Walfängerkapitänen Petter Sørlle (1884–1933) und Hans Engelbert Borge (1873–1946). Der genaue Benennungshintergrund ist nicht überliefert.